# Ramal de Piracicaba (Companhia Paulista de Estradas de Ferro)
O Ramal de Piracicaba, também conhecido como Ramal Piracicaba-Nova Odessa, foi um ramal ferroviário da Linha Tronco (Companhia Paulista de Estradas de Ferro). O ramal possuia 42 km de extensão iniciando próximo a cidade de Nova Odessa, passando pelo centro de Santa Bárbara d'Oeste e chegando em Piracicaba.

## História
Sua construção foi iniciada em 1916 e completado em 1922. Na época, a intenção era construir o prolongamento até Bauru, mas a ideia foi abandonada em 1925 por causa das dificuldades em atravessar as serras existentes no caminho planejado.
O tráfego de passageiros terminou em 20 de fevereiro de 1977 e o de cargas nos anos 1990, quando alinha foi totalmente abandonada. A antiga concessionária América Latina Logística, que incorporou a Ferroban, planejou reativar o ramal para transportar cargas para as indústrias de Piracicaba, mas isto nunca se concretizou. 
Atualmente a concessionária responsável pelo trecho é a Rumo Logística, mas esta não tem interesse em reativar o ramal e até mesmo propôs a devolução do trecho ao governo federal no processo de renovação da concessão da Malha Paulista.